# Musson Nunatak
Musson Nunatak är en nunatak i Antarktis. Den ligger i Västantarktis. Argentina, Chile och Storbritannien gör anspråk på området. Toppen på Musson Nunatak är 1 775 meter över havet.
Terrängen runt Musson Nunatak är platt söderut, men norrut är den kuperad. Terrängen runt Musson Nunatak sluttar österut. Trakten är obefolkad. Det finns inga samhällen i närheten.